# بیابان گریت بیسین
بیابان گریت بیسین (انگلیسی: Great Basin Desert) یا بیابان حوضه بزرگ بخشی از حوضه بزرگ (گریت بیسین) میان کوه‌های سیرا نوادا و رشته‌کوه واستاش است. این بیابان یک منطقه جغرافیایی است که تا حد زیادی با بوم‌ناحیه استپ درختچه‌ای حوضه بزرگ که توسط صندوق جهانی طبیعت تعریف شده، و بوم‌ناحیه رشته‌کوه و حوضه مرکزی که توسط آژانس حفاظت محیط زیست ایالات متحده آمریکا و سازمان زمین‌شناسی ایالات متحده آمریکا تعریف شده، هم‌پوشانی دارد. این بیابان معتدل با تابستان‌های گرم و خشک و زمستان‌های برفی است. بیابان گریت بیسین بخش بزرگی از نوادا و یوتا را دربر گرفته و تا شرق کالیفرنیا گسترش می‌یابد. این بیابان به همراه بیابان‌های موهاوی، سونورا و بیابان چی‌واوا یکی از چهار بیابان تعریف‌شده بیولوژیکی در آمریکای شمالی است.
مشخصات و ویژگی‌های بیابان گریت بیسین با توپوگرافی حوضه و کوهستان مشخص می‌شود: دره‌های وسیعی که با رشته کوه‌های موازی هم‌مرز هستند که عموماً جهت شمال به جنوب دارند. در این بیابان بیش از ۳۳ قله با ارتفاع بالاتر از ۹۸۰۰ فوت (۳۰۰۰ متر) وجود دارد، اما دره‌های منطقه نیز مرتفع هستند و بیشتر آن‌ها دارای ارتفاع بالای ۳۹۰۰ فوت (۱۲۰۰ متر) هستند.
جوامع بیولوژیکی بیابان گریت بیسین بر اساس پهنه‌بندی ارتفاعی متفاوت است و از دریاچه‌های خشک کم‌نمک، از میان دره‌های درمنه‌ای غلتان تا کاج پینیون و جنگل‌های ارس را در بر می‌گیرد. تنوع قابل توجه بین دره‌ها و قله‌ها، زیستگاه‌های متنوعی را ایجاد کرده‌است که به نوبه خود منجر به ایجاد جمعیت‌های کوچک و جدا شده از گونه‌های گیاهی و جانوری منحصر به فرد ژنتیکی در سراسر منطقه شده‌است. بیش از ۶۰۰ گونه مهره‌دار در گریت بیسین زندگی می‌کنند که ردپای منطقه‌ای مشابه بوم‌ناحیه دارد. ۶۳ مورد از این گونه‌ها به دلیل کاهش زیستگاه‌های طبیعی به عنوان گونه‌های مورد توجه حفاظتی شناخته شده‌اند (مانند سیاه‌خروس دم‌سیخ بزرگ، روباه توله و مارمولک شاخ‌دار بیابانی).
بوم‌شناسی این بیابان نیز بسته به منطقه جغرافیایی متفاوت است. ارتفاع زیاد بیابان و قرار گرفتن آن بین رشته‌کوه‌ها بر آب و هوای منطقه تأثیر می‌گذارد: بیابان بر اثر قرارگیری در منطقه سایه باران کوه‌های سیرا نوادا که مانعی بر سر راه رطوبت اقیانوس آرام است، تشکیل شده، در حالی که کوه‌های راکی با ایجاد یک اثر سدی، دریافت رطوبت خلیج مکزیک را محدود کرده‌است. مکان‌های مختلف در بیابان بسته به قدرت این منطقه‌های سایه باران، میزان بارندگی متفاوتی دارند. محیط زیست بیابان تحت تأثیر دریاچه‌های پلیستوسن است که پس از آخرین عصر یخبندان خشک شده‌اند و هر کدام از این دریاچه‌ها مقادیر متفاوتی از شوری و قلیائی بودن را به جا گذاشتند.